# Chinotto
Pour les articles homonymes, voir Chinotto (boisson) et Général Antonio Chinotto (1858-1916).
Citrus myrtifolia
Espèce
Classification phylogénétique
Synonymes
- Citrus aurantium var. myrtifolia  Ker Gawl., 1818.
- Citrus vulgaris Risso

Le chinotto (prononcer [kiˈnɔtto]), ou chinois, ou petit chinois, ou encore chinet, est un petit agrume décoratif aux fruits amers largement cultivé en Italie et sur la Côte d'Azur. C'est une variété de bigaradier, aussi nommée bigaradier à feuille de myrte (C aurantium var. myrtifolia). 

## Dénomination

### Historique
En 1811, Gallesio décrit l'oranger nain ou petit chinois — nanino da China, chinotto, napolino (Aurantium sinense pumilum) aranzo nano garbo, pomin di dama.

On distingue alors» : 
« le bigaradier chinois ou oranger chinois, oranger nain :

Citrus aurantium indicum, caule et fructu pumilo, cortice et medullâ amarâ, succo acido.

C'est une des variétés les plus agréables pour l'ornement des appartements et des parterres, à raison de la petitesse de toutes ses parties. Son fruit est excellent à confire. On le cultive en abondance en Ligurie [...]. »

et : 
« le bigaradier nain à feuille de myrte :

Citrus aurantium indicum, caule et fructu pumilo, myrtifolium.

Celui-ci est encore plus élégant que le précédent, mais il se cultive un peu moins. Les feuilles sont presque la seule différence qu'ils présentent quand on les compare. »

En 1816, les sources en français donnent Chinet «Nom provençal d'une variété du bigaradier (Citrus vulgaris n.°9, Risso) cultivé dans les jardins à Nice : c'est le Chinotto des Italiens. Le petit chinet, Chinet picoun, est une autre variété de la même espèce».

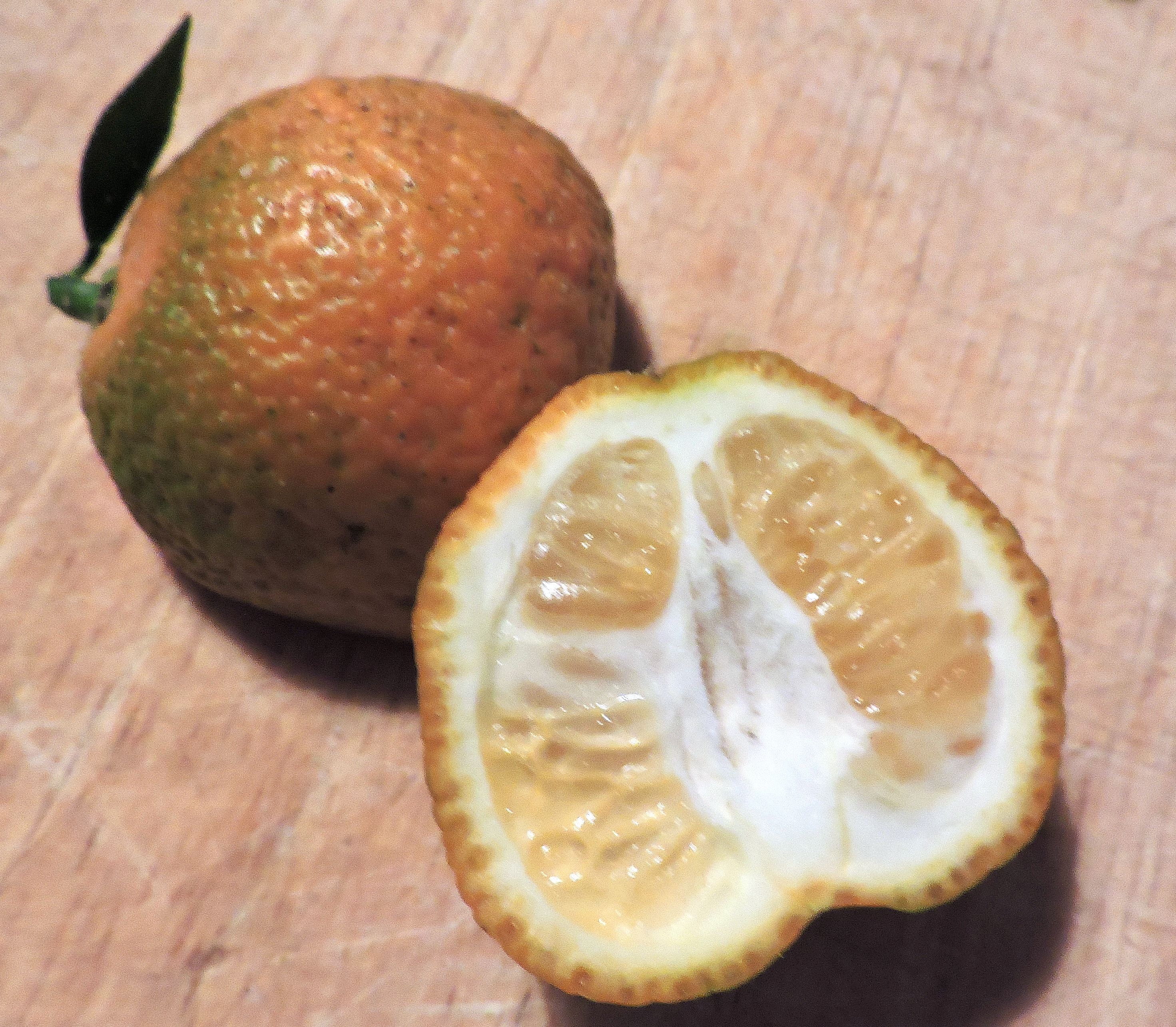
Un fruit.

Risso (1818) parle de bigaradier à feuilles de myrte/melangolo a foglia di mirto - petit chinois; et de l'oranger à fruit nain - arancio a frutto piccolissimo ou petit oranger de la Chine:  « les fruits du chinettier que nous avons placés dans une petite tribu du bigaradier servent à faire des confitures.»
En 1853 (Annales scientifiques d'Auvergne) « 9° Variété. Bigaradier chinois, Citrus vulgaris Chinensis – Chinois, chinotto, chinet.» Les termes sont repris par Charles Naudin (1894) et Émile Sauvaigo (1913) Bigaradier chinois, Petit Chinois, Chinetto, Chinotto, en italien (C. sinensis Risso).

### Le bigaradier chinois n'est pas d'origine chinoise
Son nom en génois est arancina della China. Il aurait été introduit de Chine en Italie par un génois, dit-on, même si personne n'en a vu en Chine. Le site du Chinotto de Savone parle d'une sélection de mutants locaux de bigaradier, ce que confirme l'Université de Calabre et les généticiens chinois (2012).

## Culture

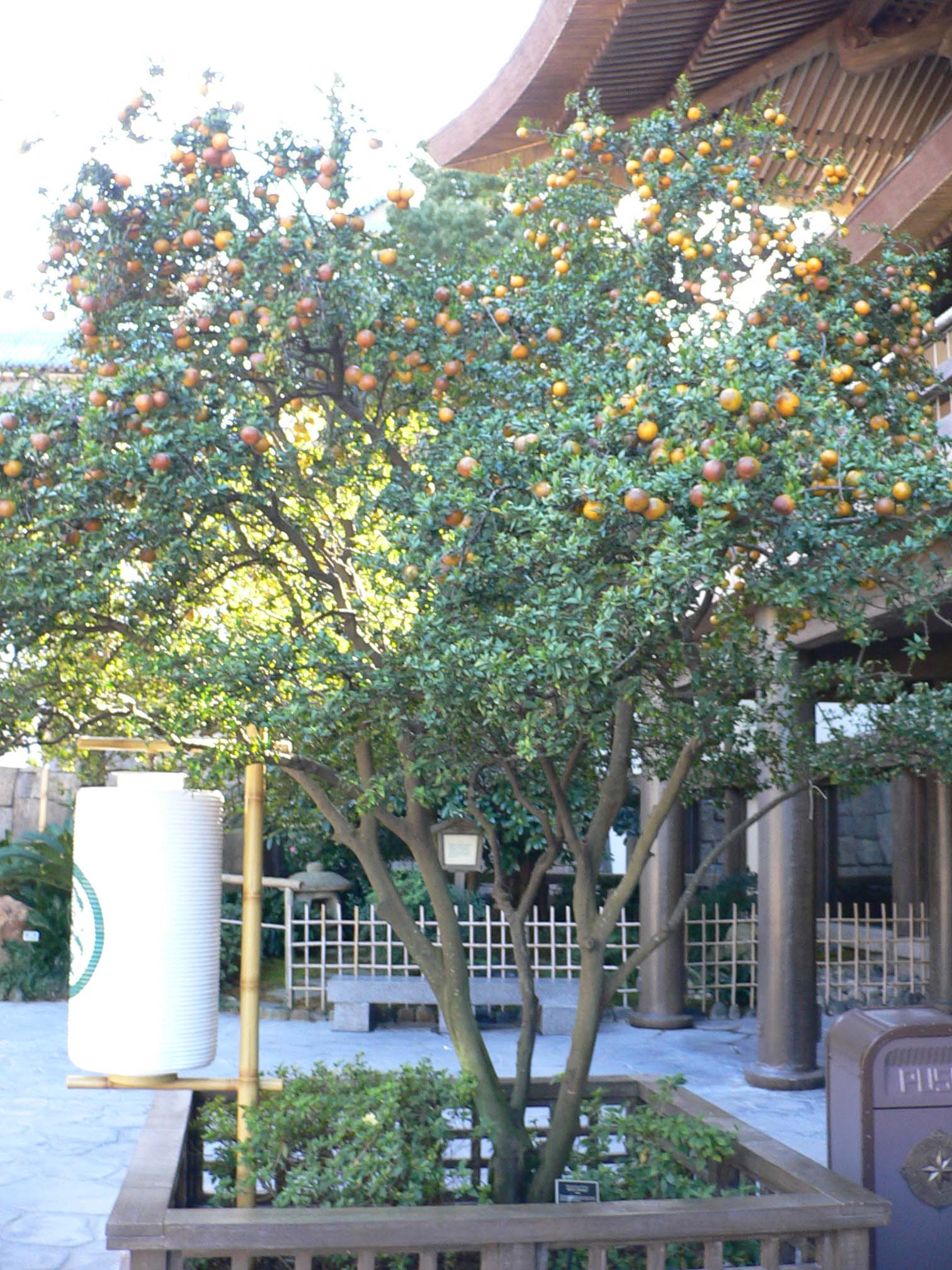
Un bigaradier, arbre à chinottos.

L'arbre croît jusqu'à trois mètres de haut et peut être trouvé dans différentes régions d'Italie (Ligurie, notamment à Savone où il fut introduit et où débuta la consommation de la boisson populaire italienne, Toscane, Sicile et Calabre) et de France (Côte d'Azur).
La rusticité USDA 8a (supporte des gels un peu au-delà de −12 °C soit 10 °F) est meilleure que celle du kumquat (USDA 8b). La reproduction se fait par greffe, bouture ou marcottage aérien.
La croissance de la plante est extrêmement lente et forme spontanément une boule dense et d'un beau vert foncé. Cette particularité est utilisée par les amateurs de bonzaï. La floraison dégage un parfum puissant et agréable. Elle est remontante printemps et automne. Il tolère bien la culture en pot.

### Cultivars et hybrides

#### Cultivars
- Le chinotto di Savona. Ce cultivar précoce à petits fruits introduit en Ligurie (Riviera di Ponente) par Silvestre Allemand d'Apt est à l'origine de nombreuses préparations en confiserie, pâtisserie et liqueur. Les cafés italiens et français servaient autrefois une cuillère à café de chinotti flottant dans du marasquin sous le nom de chinotto de Savone[17]. Le chinotto était conservé dans du marasquin[15].
- Le chinotto du Jardin della Landriana (Latium)[18].
- C. myrtifolia chinotto foglia piccola.

#### Hybrides
- C. myrtifolia x C. limon, croisement avec un citronnier destiné à la confiserie[19].
- Citrus × meyeri (citron Meyer) x C. myrtifolia, floraison et fructification abondantes et ornementales[20].

## Description

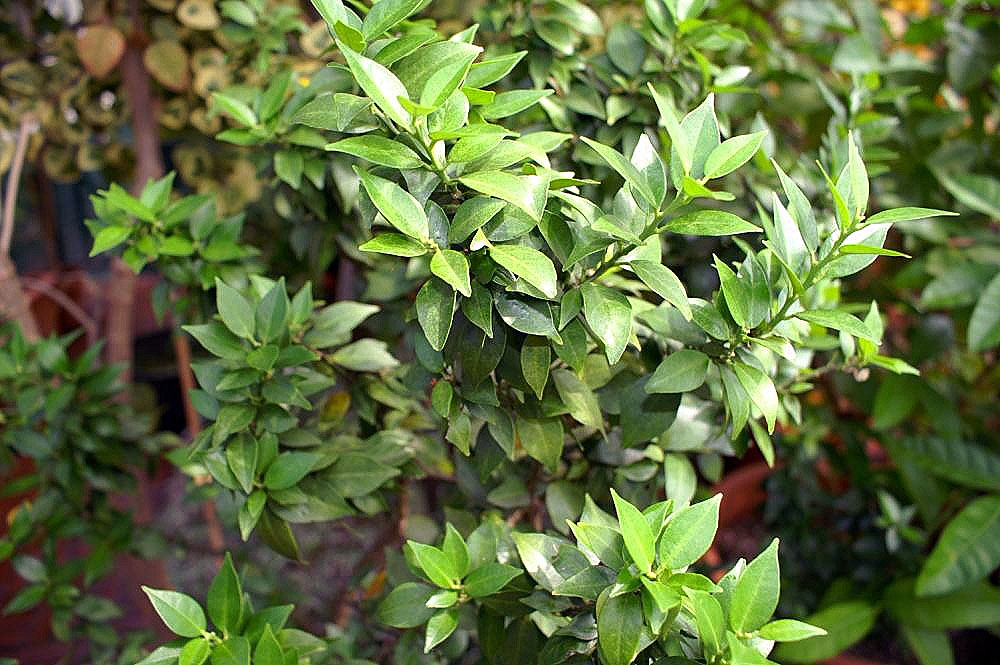
Feuilles courtes et drues.

Les feuilles sont caractéristiques, compactes, petites, groupées.
Des professeurs du Museum national d'histoire naturelle décrivent ainsi le Chinotto :

« La tige de cet arbrisseau est petite, scabreuse, couverte de petites feuilles lancéolées situées sur de courts pétioles sans ailes. Les fleurs sont placées en thyrses le long des pédoncules. Les fruits sont petits, arrondis, mous, aplatis vers le pédicule, et concaves au sommet, d'un jaune rougeâtre; leur écorce est assez épaisse, peu adhérente à la pulpe dont le suc est d'un goût acide un peu amer. »

## Utilisation

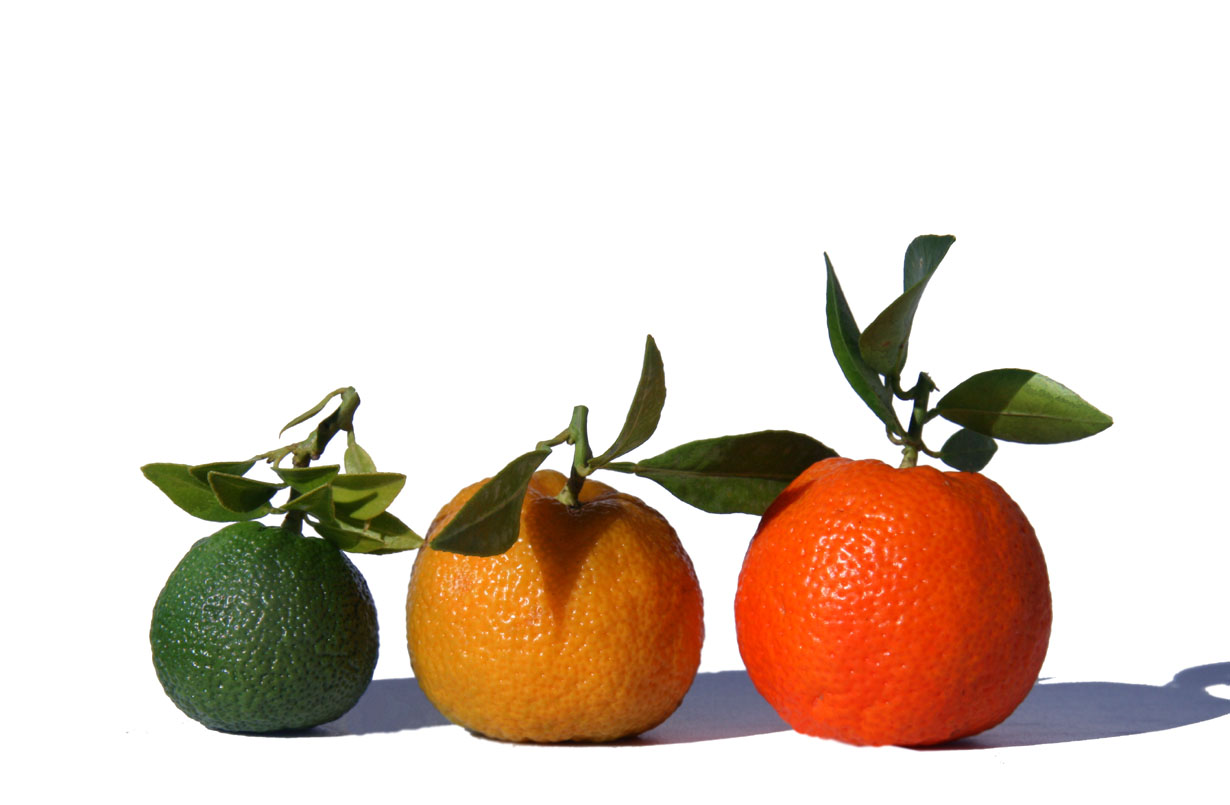
Différentes tailles et couleurs des fruits en janvier.

### Plante décorative
L'absence d'épine, à la différence des autres agrumes méditerranéens, et la faculté de pousser en pot, le feuillage dense et toujours vert ainsi qu'une floraison en grappes parfumées en font une plante ornementale recherchée. On lit dans les Annales du Muséum (1813):  «On le cultive dans tous nos jardins».

### Alimentation

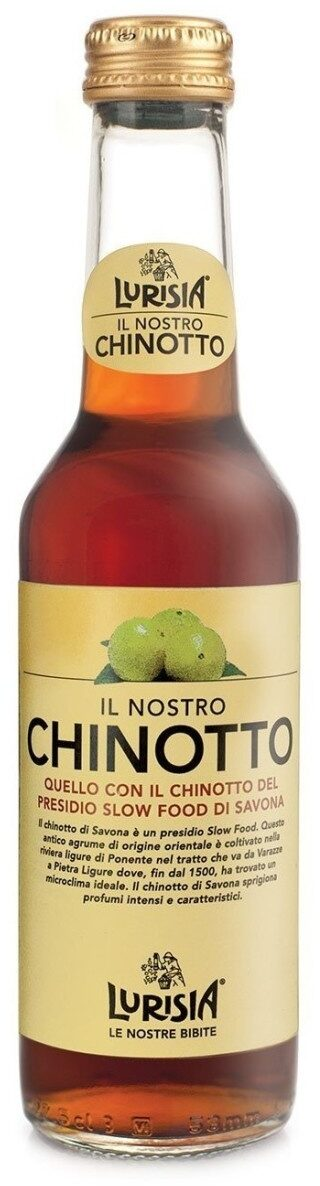
Soda au chinotto de Savone.

#### Le fruit
Les fruits étaient traditionnellement utilisés en confiture et en fruits confits.
Le chinotto est de nos jours un élément essentiel de la composition de boisson amère italienne Amaro, de certains digestifs, de vermouths, de la liqueur populaire le Campari ainsi que le soda chinotto ou la kinnie à Malte. C'est le fruit immature encore petit et vert ou le jus qui sont utilisés.
Le fruit entre dans la préparation de plats cuisinés avec des viandes, des anchois ou de pâtisseries.

#### Le jus
Les analyses du jus donnent un niveau de sucre assez élevé (entre 9 et 12 ° brix avec une moyenne de 10) alors que l'acidité variable peut aller de 6 et 12,5 (pH moyen 8,1 ± 4,5). La concentration en acide ascorbique (vitamine C) est bien supérieure à la teneur moyenne du jus d'orange environ 900 mg/l. Les trois principales flavanones (naringine 932 mg/l, néospéridine et néoériocitrine) sont les flavanone-7- O - néohespéridosides qui causent l'amertume caractéristique. Les flavonoïdes et des furocoumarines responsable de l'activité antioxydante ont été inventoriées en 2011. Le fruit vert est plus riche en composés bioactis, ses activités antioxydantes de piégeage des radicaux libres et des anions superoxydes sont beaucoup plus élevées que celles du fruit mûr.

## Huile essentielle

### Caractéristiques de l'huile essentielle

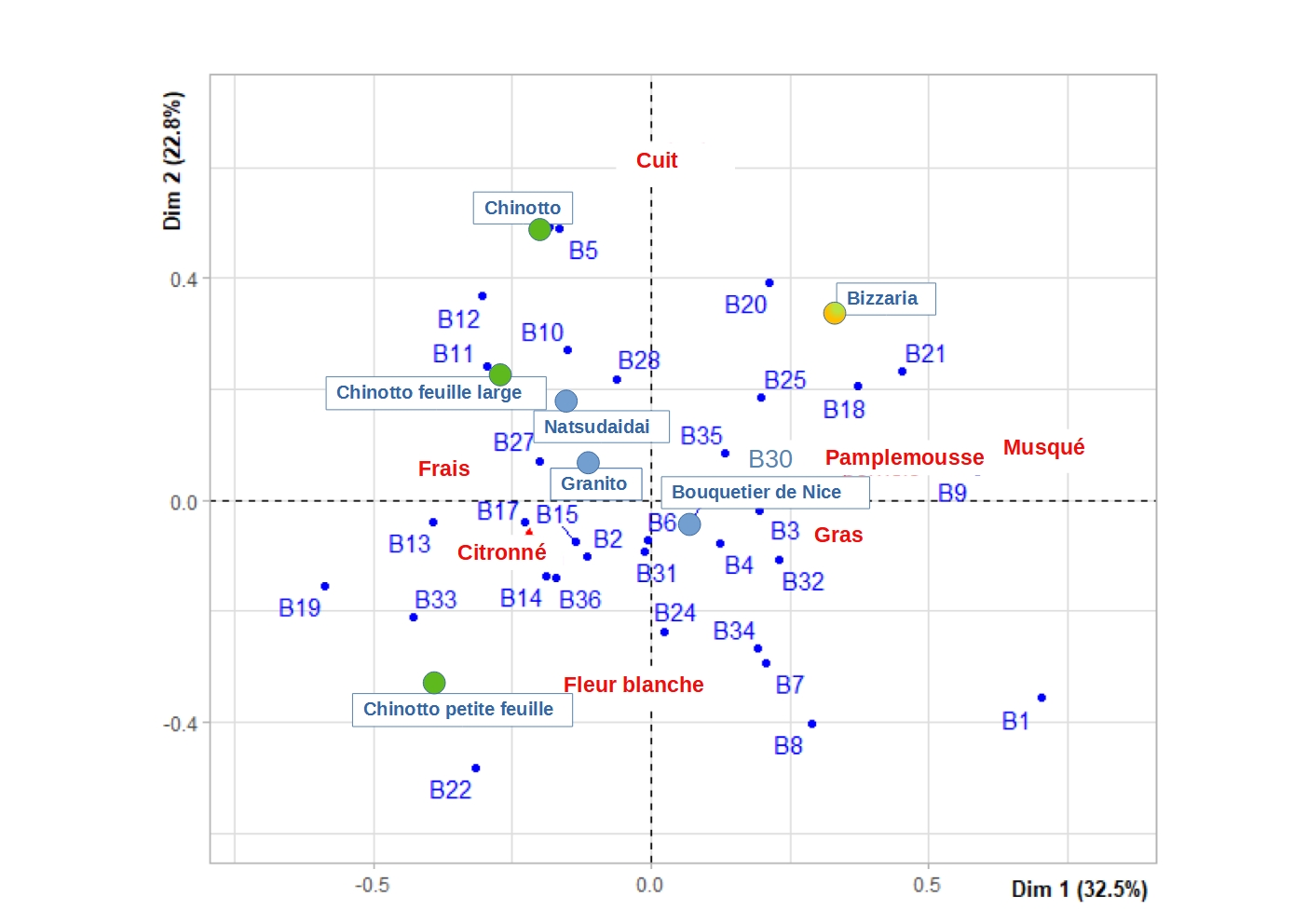
Les huiles essentielles de 3 variétés de chinotto comparées à diverses bigarades : Elles sont toutes du côté frais, citronné.

Le paramètre le plus influent sur la composition de l'huile essentielle d'épicarpe de fruit de chinotto est la zone géographique de production (2020). Les fruits du nord de l'Italie (Ligurie) donnent une huile essentielle riche en limonène (85 %), alors que plus au sud le niveau de monoterpènes oxygénés croît, spécialement le linalol en Sicile : ce sont les composés les plus abondants (82 %), davantage que dans le citron. Ce sont de puissants phytotoxiques (in vitro) à faible concentration (0,1 μg/mL) ce qui peut en faire un bio-herbicides.

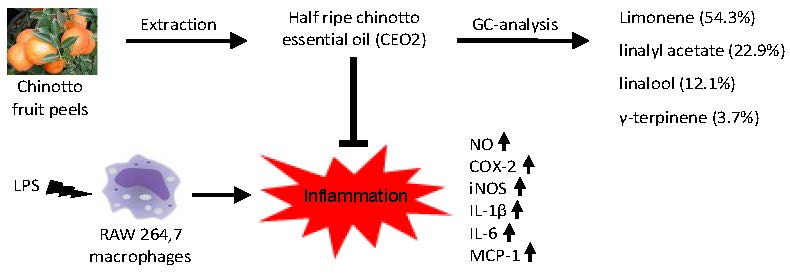
Potentiel anti-inflammatoire de l'huile essentielle de chinotto (Dr. Pierluigi Plastina, 2018)

Les composants volatils dominants dans les fruits du sud sont le limonène (c'est une caractéristique du chinotto, du kumquat et du calamondin), l'acétate de linalyle, le myrcène, le β-pinène, l'α-terpinène, le (E)-β-ocimène, le linalol (5,5 % dans l'huile essentielle de zeste séché) et l'acétate de géranyle. L'oxyde de trans-linalool, l'alcool de perilla, l'oxyde de trans-limonène déterminent les notes olfactives particulières  fraîches et volatiles. Des chromatogrammes ont été publiés en 2011.

### Puissant anti-inflammatoire
De puissantes propriétés anti-inflammatoires et anti-radicalaires in vitro ont été mises en évidence pour l'huile essentielle de fruits à moitié mûrs. Le limonène, le linalole, acétate de linalyle et l'α-terpinène agissant probablement en synergie peuvent l'expliquer. Il contient également des  C- et O- glycosides de flavanone, des furocoumarines et de la rhoifoline. Les flavedo et l'albedo du fruit mûr sont les plus riches en flavonoïdes et furocoumarines (1,95 g/kg) aux capacités antioxydantes élevées.

### Pages connexes
- Agrumes
- Agrumes japonais
- Bigaradier